# Парсех Тегеран
«Парсех Тегеран» — прекративший существование иранский футбольный клуб, из города Тегеран, основанный в 2008 году. За свою короткую историю клуб несколько раз менял название («Дамаш Тегеран», «Дамаш Карадж»).

## История
Клуб под названием «Дамаш» был основан в 2008 году компанией Arya Investment Company. С сезона 2008/2009 начал выступления во втором дивизионе, третьем по уровню в системе футбольных лиг Ирана. В сезоне 2010/2011 клуб сменил название на «Дамаш Карадж» и, закончив чемпионат второго дивизиона на второй строчке, получил право на выступление в Лиге Азадеган. 
После повышения в классе, клуб снова сменил название на «Парсех Тегеран». В 2011 году клуб приобрел иранский мультимиллионер Каве Абедини. В сезоне 2013/2014  клуб был близок к выходу в Про-лигу — высший дивизион иранского футбола, но в концовке чемпионата они уступили второе место клубу «Пайкану», отстав от него всего на очко. Это стало наивысшим результатом «Парсеха» в Лиге Азадеган.
В июне 2016 года «Парсех Тегеран» был расформирован, продав свою лицензию на участие в Лиге Азадеган клубу «Баадраан». «Баадраан» также получил право выступать на стадионе Каргаран, раньше являвшийся домашней ареной «Парсех Тегеран», вмещавшем 5000 зрителей.

## История выступлений
| Сезон   | Дивизион      | Место        | Кубок       |
| ------- | ------------- | ------------ | ----------- |
| 2008/09 | 2 див.        | 5-е (Гр. B)  | не квалиф.  |
| 2009/10 | 2 див.        | 7-е (Гр. D)  | 1-й раунд   |
| 2010/11 | 2 див.        | 2-е (Гр. A)  | не квалиф.  |
| 2011/12 | Лига Азадеган | 11-е (Гр. A) | 2-й раунд   |
| 2012/13 | Лига Азадеган | 9-е (Гр. А)  | 1/16        |
| 2013/14 | Лига Азадеган | 3-е (Гр. B)  | 1/16        |
| 2014/15 | Лига Азадеган | 4-е (Гр. B)  | 1/16        |
| 2015/16 | Лига Азадеган | 14-е         | не выступал |